# ترکیتاون (کنتاکی)
ترکیتاون، کنتاکی (به انگلیسی: Turkeytown, Kentucky) یک منطقهٔ مسکونی در ایالات متحده آمریکا است که در کنتاکی واقع شده‌است.

## خصوصیات
ترکیتاون ۲۸۵٫۹۱ متر بالاتر از سطح دریا واقع شده‌است.